# Am Jacobstein
Am Jacobstein ist eine etwa 600 Meter lange Innerortsstraße der sächsischen Stadt Radebeul, gelegen in den Stadtteilen Niederlößnitz und Naundorf.

Aussicht vom Jacobstein: rechts der Wackerbarthstraße liegt Schloss Wackerbarth. Am Fuß des Berghangs verläuft Am Jacobstein.

## Bebauung

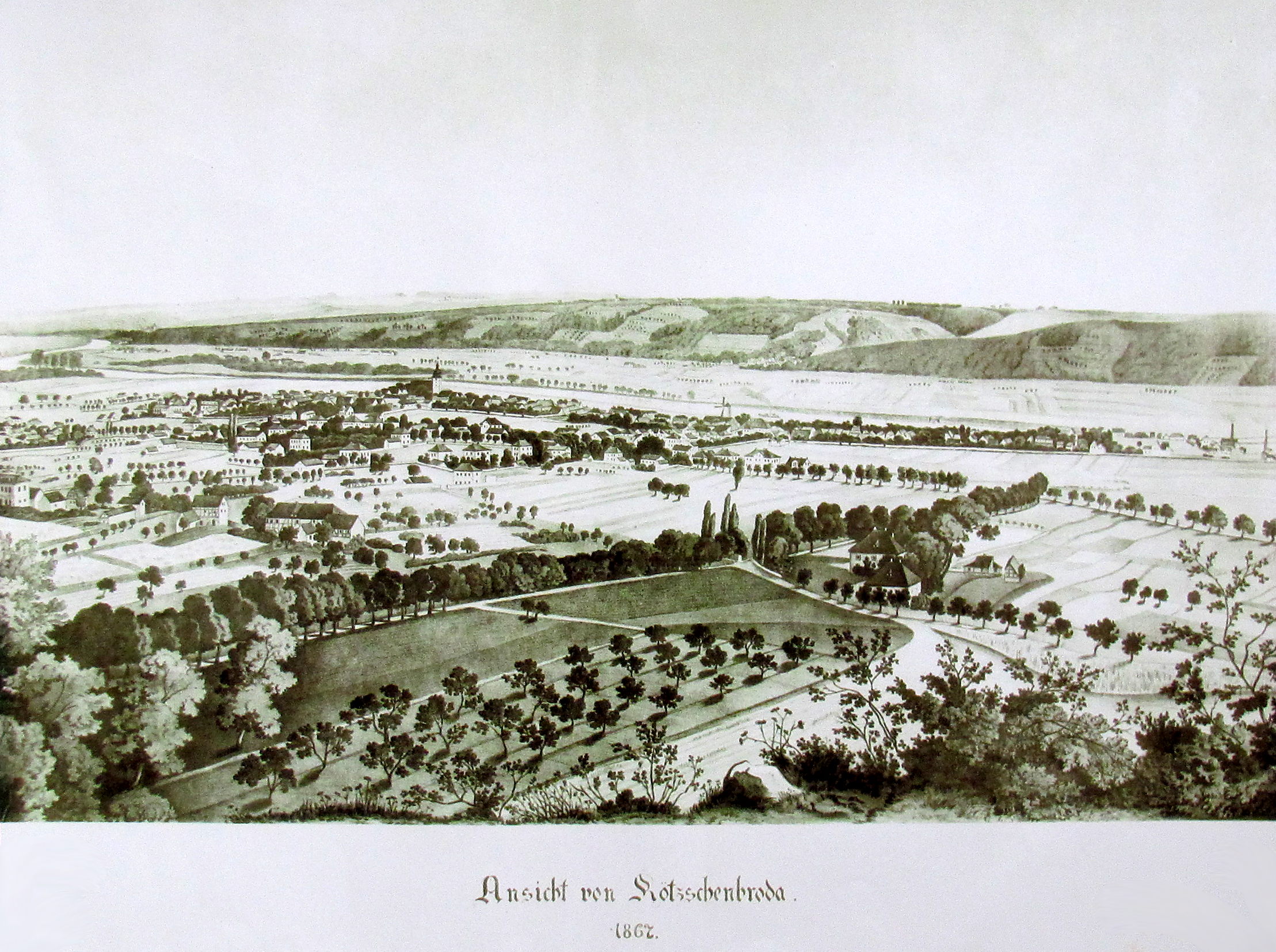
Ansicht von Kötzschenbroda. 1867. Zeitgenössische Lithografie. Haus Liborius und das Untere Berghaus finden sich auf halber Höhe, bei etwa einem Drittel von rechts. Davor verläuft Am Jacobstein nach rechts Richtung Schloss. Die Allee nach links unten ist die Ludwig-Richter-Allee

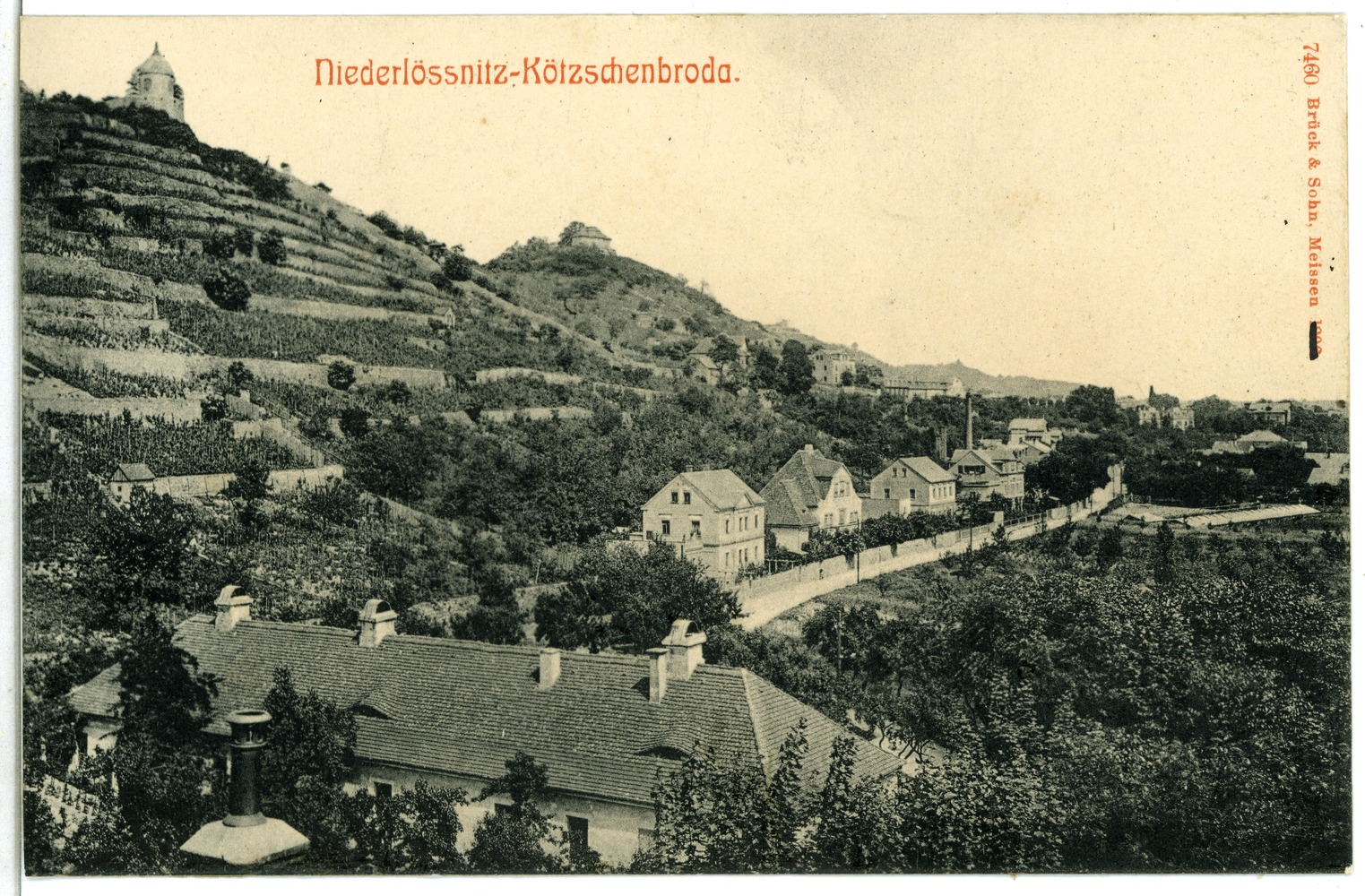
Am Jacobstein, vom östlichen Wirtschaftsgebäude von Schloss Wackerbarth aus nach Osten (1906)

Die Benummerung der Hausadressen startet am Ende der Winzerstraße bzw. von Am Bornberge mit der Nr. 4 auf der links liegenden Südseite, die geraden Nummern starten im Norden gleich nach dem Abzweig von Neufriedstein mit der Nr. 2 und laufen bis zur Nr. 42 direkt vor dem Schlossgelände. Die ungeraden Nummern reichen bis zur Nr. 21, vor dem Schloss liegt auf der Südseite noch freies Grünland, das zum ehemaligen Wasserwerk Niederlößnitz gehört und wo auch heute noch Wasser geschöpft wird.
Einige Kulturdenkmale liegen entlang der Straße und sind daher in der Liste der Kulturdenkmale in Radebeul-Niederlößnitz (A–L) und Liste der Kulturdenkmale in Radebeul-Naundorf aufgeführt, einige auch mit Adressen von Querstraßen:
- Niederlößnitz: Haus Liborius (Ludwig-Richter-Allee 21), Nr. 1, Unteres Berghaus (Nr. 2), Haus Fliegenwedel (Nr. 40),[1][2] Jacobstein
- Naundorf: Nr. 9

Neben Haus Fliegenwedel (Bauherrenpreis 1998 in der Kategorie Sanierung) erhielt die Bauherrschaft des Hauses Am Jacobstein 14 im Jahr 2005 eine Anerkennung beim Radebeuler Bauherrenpreis (Kategorie Neues Bauen).
Am westlichen Ende führt Am Jacobstein direkt auf das Anwesen von Schloss Wackerbarth, das heute unter der Adresse Wackerbarthstraße 1 zu finden ist, nachdem die lange Zeit für die Öffentlichkeit nicht begehbare Querstraße zur Meißner Straße sich wieder auf öffentlichem Grund befindet; zu DDR-Zeiten galt die Adresse Am Jacobstein 44. Zu der direkt von Am Jacobstein erreichbaren Örtlichkeit gehört auch der neben dem denkmalgeschützten Barockgarten liegende Produktions-Neubau des Sächsischen Staatsweinguts Schloss Wackerbarth.
Die auf der Nordseite ab gegenüber der Nr. 9 liegenden Grundstücke und Weinberge gehören zum Denkmalschutzgebiet Historische Weinberglandschaft Radebeul sowie oberhalb der Bebauung im Landschaftsschutzgebiet Lößnitz. Die Weinberge gehören zur sächsischen Weingroßlage Lößnitz innerhalb der Einzellage Radebeuler Steinrücken.
Wackerbarths Ruhe wurde 1905 in Dehios Schnellinventar als Kunstdenkmal aufgeführt, in der umfangreicheren Denkmalinventarisation von Gurlitt 1904 waren darüber hinaus auch der Jacobstein als Jacobsthurm mit derselben Adresse wie Wackerbarth aufgeführt (Friedrichstrasse 28), sondern auch Haus Fliegenwedel als Weinbergshaus (Friedrichstrasse 24). Bereits 1912 erließ die Gemeinde Niederlößnitz ein Ortsdekret zum Schutz des Anwesens, um dieses gegen Parzellierungsbestrebungen (Zersiedlung) zu schützen. Grundlage war das sächsische Gesetz gegen Verunstaltung von Stadt und Land von 1909.

## Benamung
Die historische Berggasse wurde als Teil der Salzstras bereits in den Kötzschenbrodaer Dorfrügen (Thanneberger Rügen von 1497) erwähnt, ebenfalls bei Matthias Oeder (um 1600) in den Kartenwerken seiner Ersten Kursächsischen Landesaufnahme. Hans August Nienborg kartografierte den Weg 1714 als Berggasse.
Dann folgte vor 1897 Grenzstraße und 1897 die Widmung als Friedrichstraße.
Im Jahr 1935 erhielt die Straße den Namen Am Jacobstein, nach dem namensgebenden Wahrzeichen auf der Hangkante, dem Jacobstein.

## Anwohner
Der Dresdner Ratsherr Johann Georg Ehrlich war einer der Besitzer der oberhalb der Straße liegenden Weinberge.
Der Pädagoge Johann Peter Hundeiker bewohnte das Untere Berghaus (Nr. 2).
Der Hofkammerrat Christian Friedrich von Gregory besaß nicht nur Haus Sorgenfrei in der Oberlößnitz, sondern zeitweise auch die Weinberge oberhalb von Am Jacobstein einschließlich Wackerbarths Ruh’.